# Porte de la Villette (métro de Paris)
Porte de la Villette est une station de la ligne 7 du métro de Paris, située dans le 19e arrondissement de Paris. Elle constituait le terminus nord-est de la ligne précitée jusqu'en 1979, année où celle-ci fut prolongée jusqu'à Fort d'Aubervilliers.

## Situation
La station est établie au nord du quartier du Pont-de-Flandre, à proximité de la limite administrative avec les communes d'Aubervilliers et de Pantin. Elle se trouve sous l'avenue Corentin-Cariou à son débouché sur le boulevard Macdonald, en partie sous le faisceau de voies ferrées en provenance de la gare de Paris-Est, établi en remblai sur cette section. Orientée selon un axe nord-est/sud-ouest, elle s'intercale entre les stations Aubervilliers - Pantin - Quatre Chemins et Corentin Cariou.
Ancien terminus de la ligne, elle se prolonge par une double boucle terminale de retournement, laquelle se compose d'une boucle extérieure à deux voies et d'une boucle intérieure à voie unique. Sur la voie extérieure, à une centaine de mètres au nord de la station, un raccordement permet d'accéder aux ateliers de La Villette, spécialisés dans l'entretien des voies du métro. De ce fait, à la fin de chaque service journalier, la station est traversée par de nombreux convois de chantiers, empruntant divers raccordements entre les lignes du réseau pour rejoindre leurs lieux d'intervention respectifs.

## Histoire

### Mise en service
La station est ouverte le 5 novembre 1910 en tant que terminus nord-est du premier tronçon de la ligne 7 depuis Opéra. D'abord desservie par l'ensemble des circulations de la ligne, sa desserte est assurée par un train sur deux à compter de l'inauguration du tronçon entre Louis Blanc et Pré-Saint-Gervais le 18 janvier 1911, exploité sous la forme d'un embranchement. La station se situe alors à proximité de la gare de Paris-Abattoirs, qui dessert les abattoirs de la Villette jusqu'en 1974.
La station constituant un important terminus de lignes d'autobus de banlieue, sa fréquentation se révèle nettement supérieure à celle du terminus de Pré-Saint-Gervais. En raison de ce déséquilibre de trafic, l'antenne vers cette dernière station est isolée le 3 décembre 1967 sous la forme d'une navette indépendante, l'actuelle ligne 7 bis. Porte de la Villette redevient alors le terminus de l'ensemble des circulations de la ligne 7, rôle qu'elle perd le 4 octobre 1979 avec la mise en service du prolongement de cette dernière à travers la banlieue nord-est jusqu'à la station Fort d'Aubervilliers.
Depuis le 15 décembre 2012, la station offre une correspondance avec la ligne 3b du tramway, inaugurée le jour même entre Porte de Vincennes et Porte de la Chapelle.

### Origine des noms
La station doit sa dénomination à son implantation sous la porte de la Villette, laquelle fait référence à l'ancienne commune de La Villette, annexée à la ville de Paris en 1860.
Elle porte également comme sous-titre Cité des Sciences et de l'Industrie à la suite de l'inauguration en 1986 de l'établissement culturel, scientifique et technique situé à proximité, créé à l'initiative du président de la République française de l'époque, Valéry Giscard d'Estaing.

### Modernisations
Dans le courant des années 1950, les couloirs d'accès à la station bénéficient d'une première rénovation avec la pose de carreaux de couleur sable à motifs creux sur les piédroits et sur la voûte de la salle des recettes, en remplacement du carrelage blanc biseauté d'origine considéré comme démodé à partir de l'après-guerre. Cette décoration d'époque se retrouve encore aujourd'hui dans divers couloirs des stations Saint-Paul sur la ligne 1, Charles de Gaulle - Étoile sur les lignes 1, 2 et 6 et Miromesnil sur les lignes 9 et 13, ainsi que dans un passage isolé de la station Denfert-Rochereau des lignes 4 et 6, situé à proximité de la gare éponyme sur la ligne B du RER.
Comme pour un tiers des stations du réseau entre 1974 et 1984, les quais sont modernisés par l'adoption du style décoratif « Andreu-Motte », de couleur rouge avec le maintien des faïences biseautées d'origine en l'occurrence, et complétés de sièges « Motte » rouges.
En 1987, l'aménagement du parc de la Villette (à l'emplacement des abattoirs éponymes) et des bâtiments qui le bordent entraîne une reprise des accès situés sur le boulevard Macdonald, avec la mise en place de balustrades en acier ainsi que l'application d'un nouveau carrelage blanc plat au format vertical, fin et étiré, également déployé la même année dans les couloirs du nouveau terminus de La Courneuve - 8 Mai 1945 sur la même ligne, ainsi que sur certains accès à la station Barbès - Rochechouart des lignes 2 et 4 à la suite d'un remaniement des trémies.
Dans le cadre du programme « Renouveau du métro » de la RATP, les couloirs de la station et la salle de distribution des titres de transport sont rénovés une seconde fois le 16 janvier 2002, renouant avec le carrelage blanc biseauté emblématique du métro de Paris.
À l'initiative de l'Institut pour la ville en mouvement, la station est, avec Porte de Pantin sur la ligne 5 et Basilique de Saint-Denis sur la ligne 13, une des trois du réseau à recevoir en 2005 une table d'orientation en relief dans son hall d'accueil, mise à disposition des personnes aveugles ou malvoyantes. Testé pour une durée de six mois, l'outil est finalement pérennisé à l'issue de l'expérimentation, étant toujours en place en 2025.
Entre 2021 et 2022, les quais se voient retirer leurs sièges « Motte » rouges au profit d'assises contemporaines « Akiko » de couleur orange, rompant ainsi l'uniformité colorimétrique de la décoration, tandis que les plaques nominatives sur les quais en îlot sont remplacées par des panneaux rétro-éclairés. Les rampes lumineuses se dotent quant à elles de vasques opaline, cas unique pour ce type de bandeau, néanmoins retirées en 2023.

### Jeux olympiques d'été de 2024
Durant les Jeux olympiques et paralympiques d'été de 2024, une signalétique spécifique sur fond rose clair est mise en place par-dessus le nom de la station sur les quais, comme dans une centaine de gares et stations d'Île-de-France, afin de souligner la proximité avec le site du parc de la Villette en l'occurrence, qui accueille le Club France 2024 pour le public. Le site précité est également desservi par la ligne 5 à la station Porte de Pantin.

### Fréquentation
Selon les estimations de la RATP, la station a vu entrer 3 209 252 voyageurs en 2019, ce qui la place à la 110e position des stations du métro de Paris pour sa fréquentation. En 2020, avec la crise du Covid-19, son trafic annuel tombe à 1 981 878 voyageurs, la reléguant alors au 123e rang, avant de remonter progressivement en 2021 avec 2 706 288 entrants comptabilisés, ce qui la rétrograde cependant à la 126e position des stations du réseau pour sa fréquentation cette année-là.
Fin février 2022, le syndicat UNSA-RATP demande la fermeture de la station en raison des nuisances causées par des consommateurs de crack, qui s'y réfugient depuis l'évacuation du campement de toxicomanes de la rue Riquet vers le square de la Porte-de-la-Villette en septembre 2021.

## Services aux voyageurs

### Accès
La station dispose de cinq accès répartis en sept bouches de métro :
- l'accès no 1 « Avenue Corentin-Cariou » comprenant deux trémies constituées d'escaliers fixes, dont la plus à l'est sert de sortie uniquement, débouchant au droit du no 83 du boulevard Macdonald face à l'angle avec l'avenue Corentin-Cariou ;
- l'accès no 2 « Boulevard Macdonald - Cité des Sciences et de l'Industrie » comprenant deux entrées à proximité de la même adresse, comprenant chacune un escalier fixe doublé d'un escalier mécanique montant, le long du bâtiment bordant la gare routière RATP ;
- l'accès no 3 « Rue du Chemin-de-Fer - Centre d'événements », constitué d'un escalier fixe, se trouvant sur le trottoir pair de l'avenue de la Porte-de-la-Villette, à proximité de l'espace événementiel Paris Event Center ;
- l'accès no 4 « Avenue de la Porte-de-la-Villette », également constitué d'un escalier fixe, se situant sur le trottoir impair de l'avenue précitée ;
- l'accès no 5 « Parvis de la Cité - Cité des Sciences et de l'Industrie - Centre de Loisirs et de Commerce », constitué d'un escalier fixe permettant uniquement la sortie depuis le quai en direction de La Courneuve - 8 Mai 1945, débouchant au sein du parc de la Villette face à la façade arrière du no 28 de l'avenue Corentin-Cariou.

Les accès no 1 et 2 disposent de balustrades d'aspect sobre en acier, tandis que les suivants sont agrémentés d'entourages plus anciens en fer forgé dans le style Dervaux des années 1930, les entrées no 3 et 4 étant signalées par un mât avec un « M » jaune inscrit dans un cercle.
Les piédroits au droit des accès situés sur le boulevard Macdonald ont la particularité d'être traités avec des carreaux en céramique blancs plats au format fin et étiré, posés verticalement et alignés en colonnes, que l'on retrouve également au terminus de La Courneuve - 8 Mai 1945 sur la même ligne, ainsi que sur les trémies d'escaliers donnant accès à la station Barbès - Rochechouart sur les lignes 2 et 4, remaniés en 1987.

Accès à la station
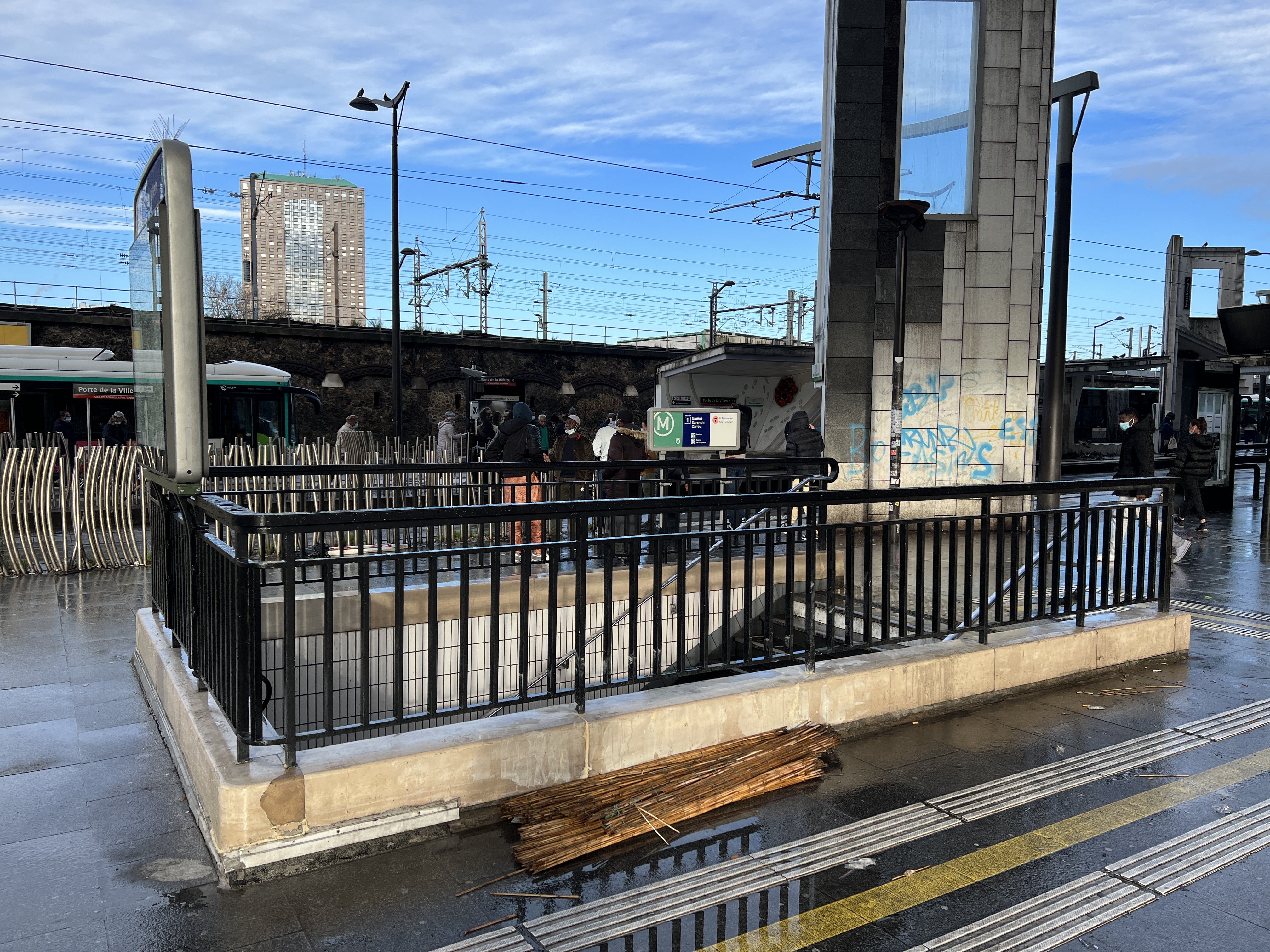
L'accès no 1, « Avenue Corentin-Cariou ».
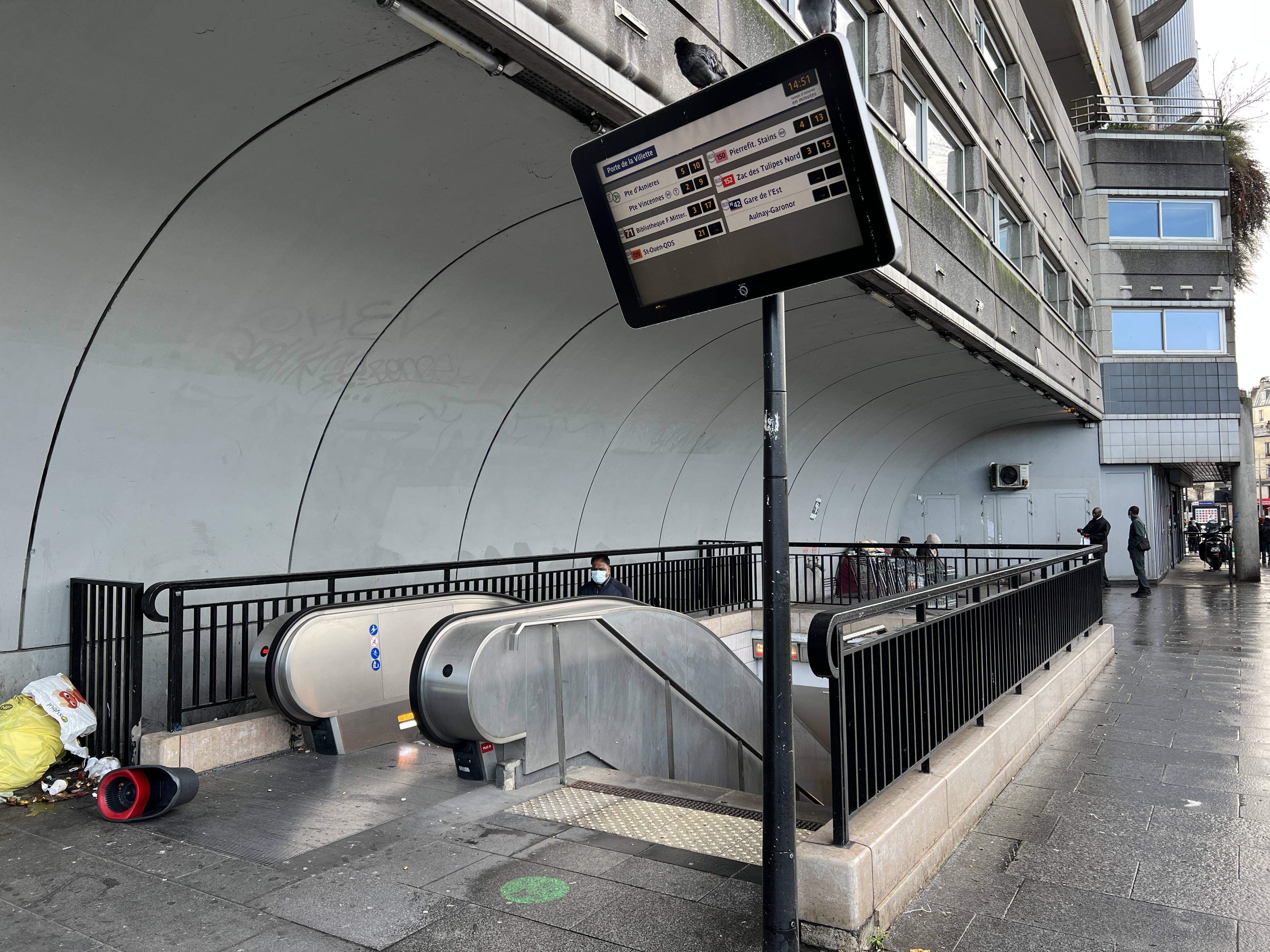
L'accès no 2, « Boulevard Macdonald ».
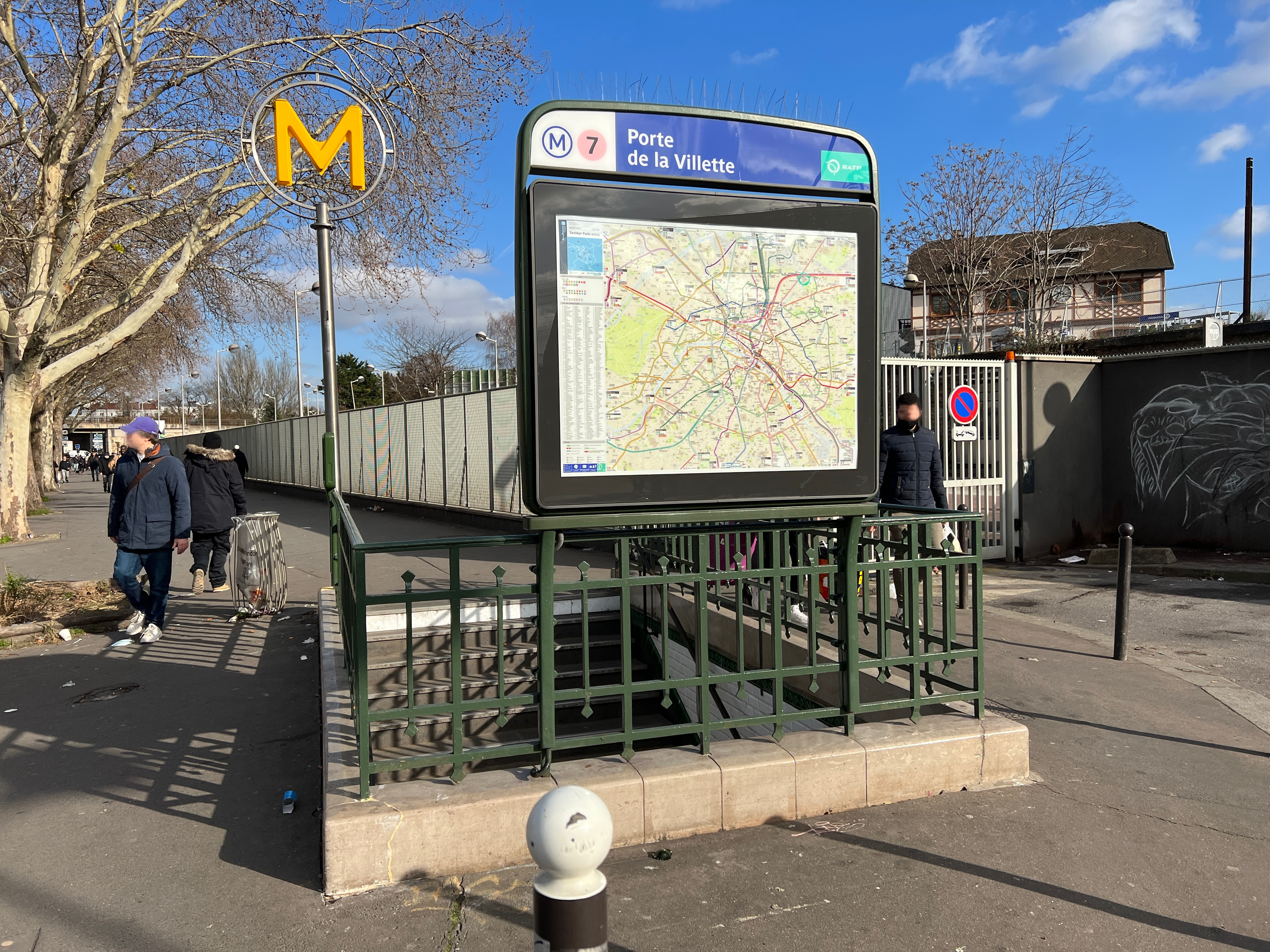
L'accès no 3, « Rue du Chemin-de-Fer ».
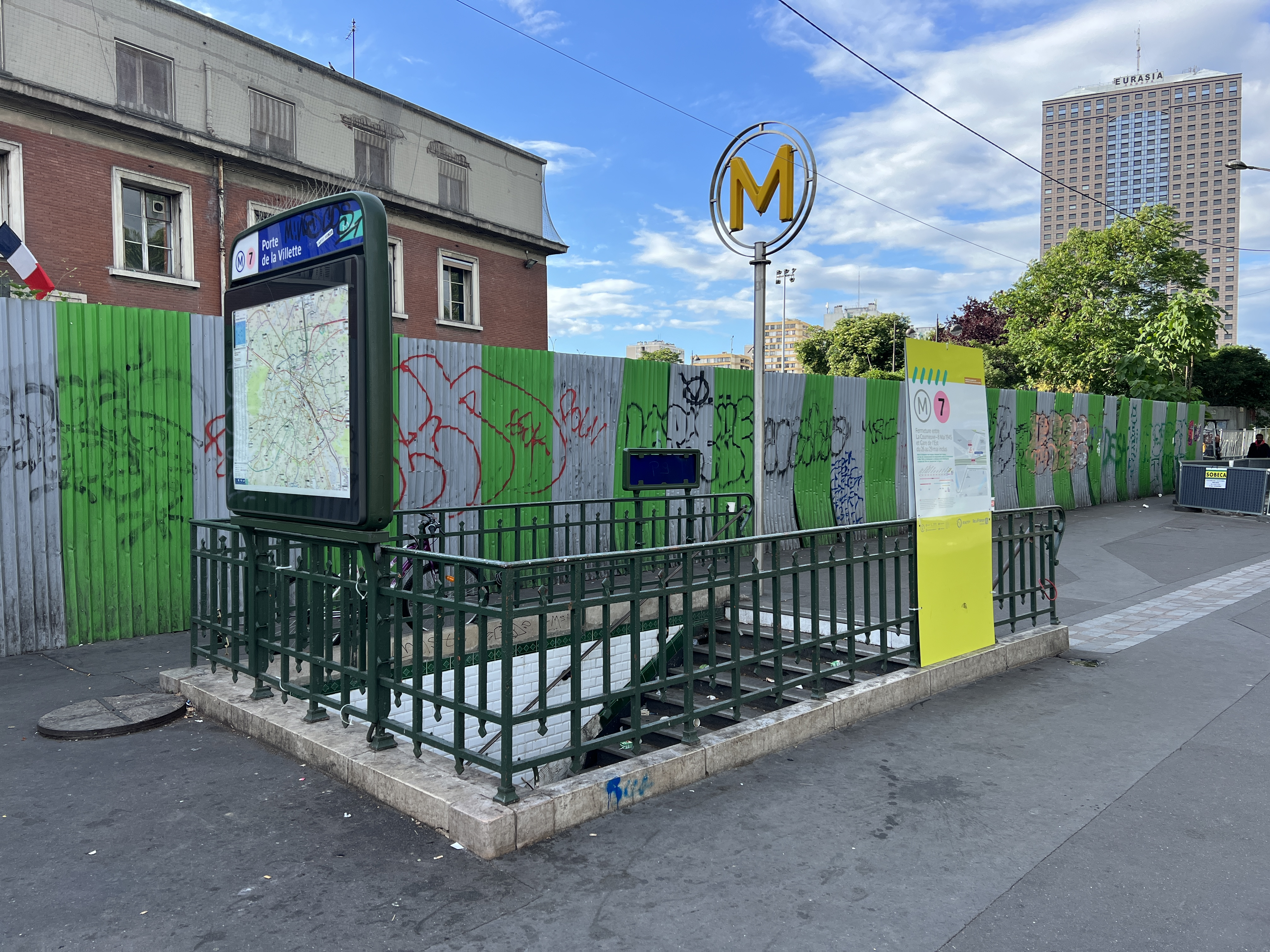
L'accès no 4, « Avenue de la Porte-de-la-Villette ».
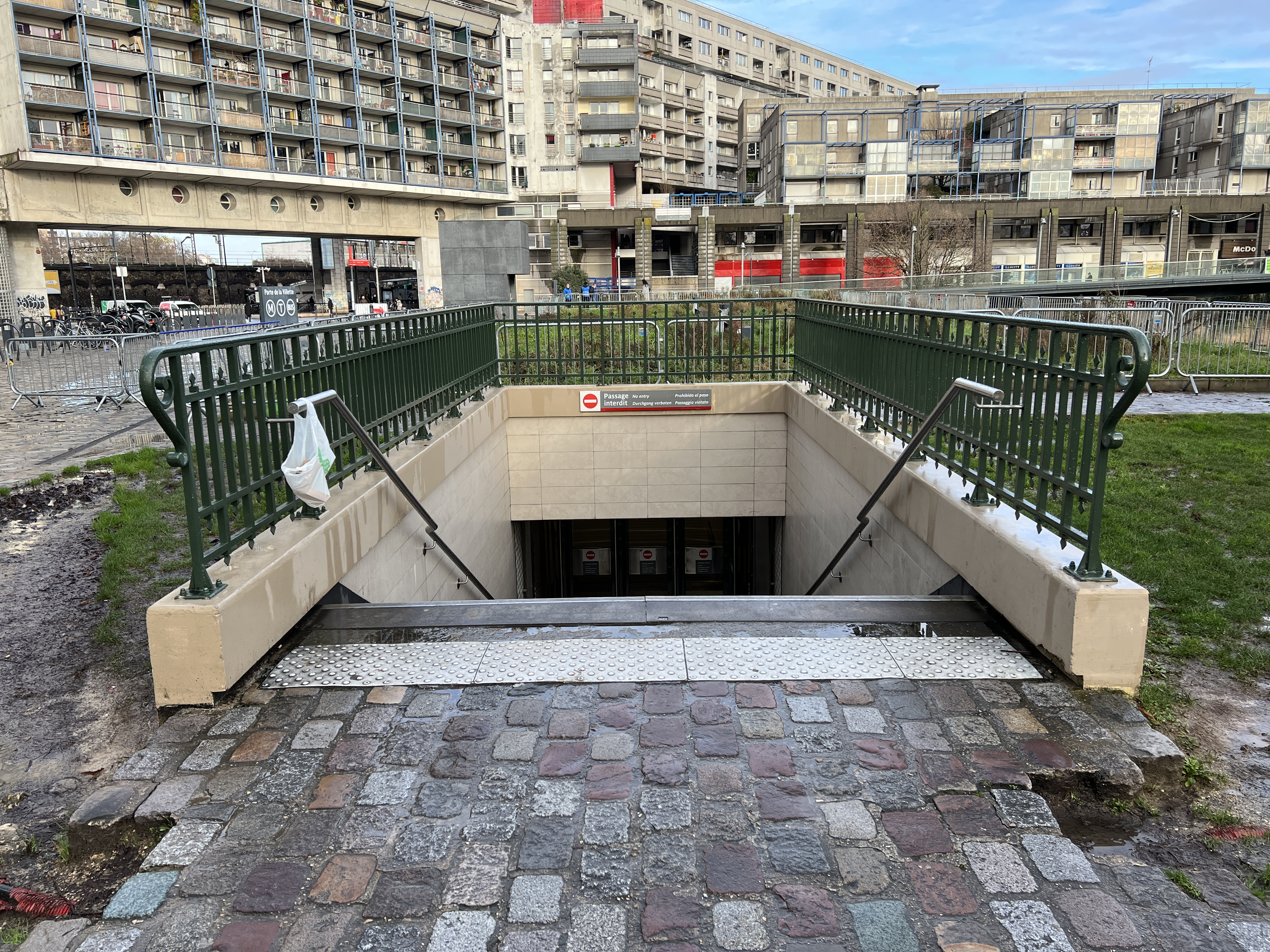
L'accès no 5, « Parvis de la Cité ».

Une table d'orientation métallique en braille, destinée aux personnes aveugles et malvoyantes, est installée depuis 2005 dans le couloir reliant les quais à la salle de distribution des titres de transport, face à l'entrée du quai en direction de Mairie d'Ivry et de Villejuif - Louis Aragon. Conçue en partenariat avec l'Institut pour la ville en mouvement, elle se présente sous la forme de cinq modules représentant schématiquement, de gauche à droite :
- le 19e arrondissement à l'échelle de Paris intra-muros ;
- les grands axes de circulation et points remarquables qui structurent l'arrondissement précité ;
- l'organisation urbanistique du parc de la Villette avec ses édifices et jardins thématiques ;
- les abords immédiats de la station de métro, entre la porte de la Villette et la Cité des sciences et de l'industrie ;
- le plan des principaux couloirs d'accès et de sortie de ladite station, à son extrémité nord-est où se trouve le hall d'accueil.

Sur chaque module, l'itinéraire préconisé pour accéder au site est matérialisé en pointillé.

Table d'orientation de la station
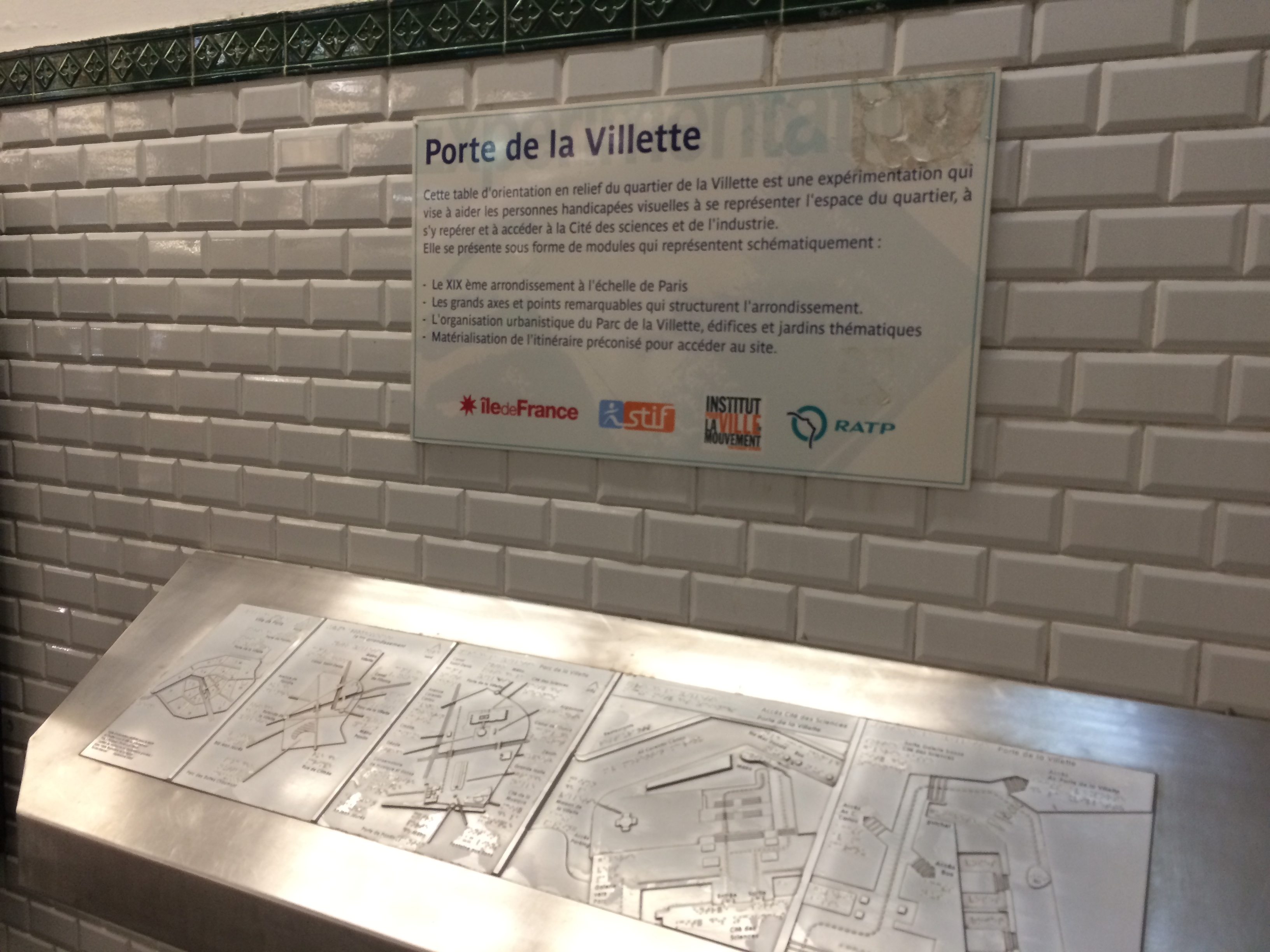
Vue d'ensemble de la table d'orientation.
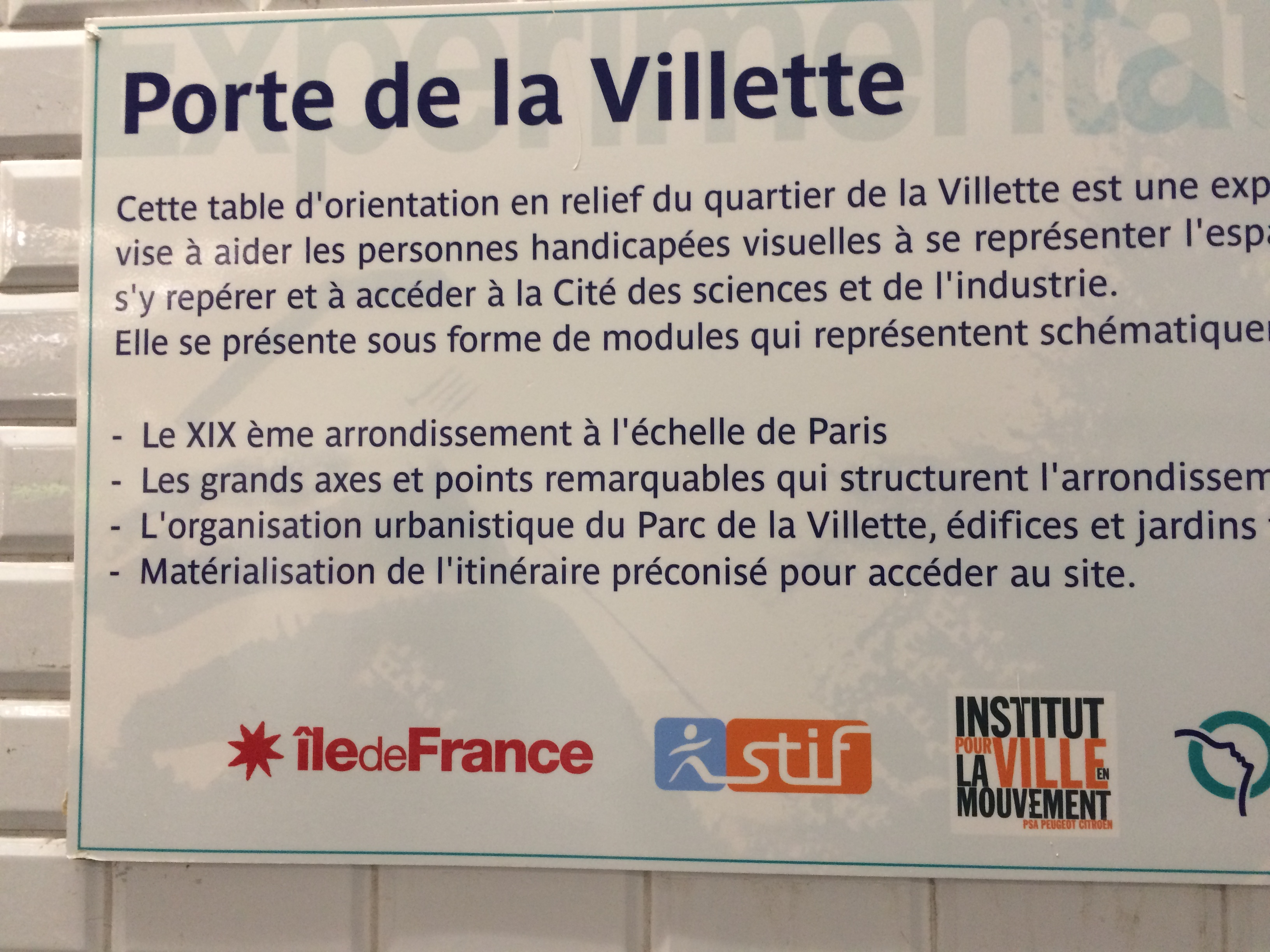
Panneau explicatif décrivant l'outil d'orientation.
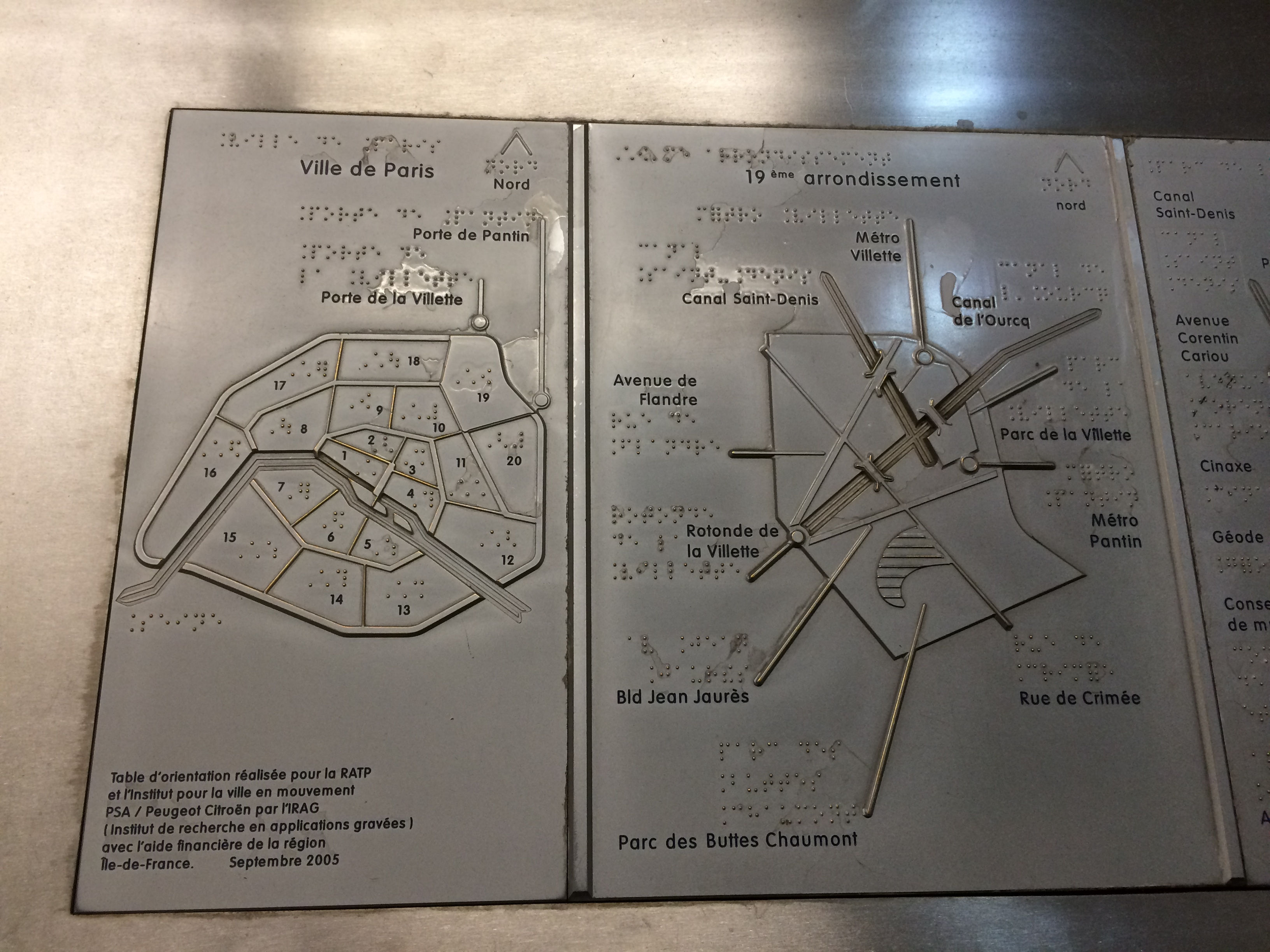
Les modules no 1 et 2 (échelles éloignées).
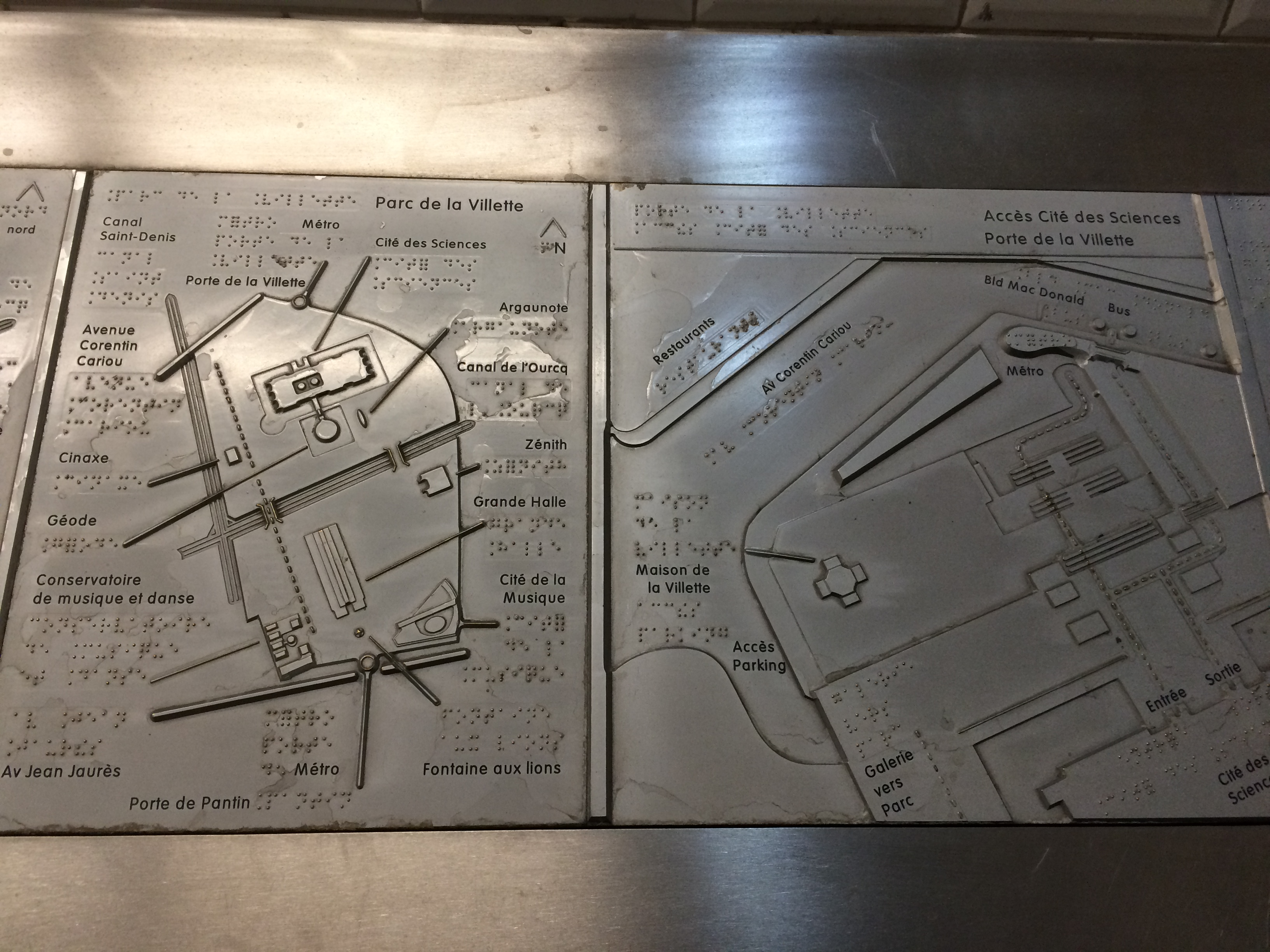
Les modules no 3 et 4 (échelles moyennes).
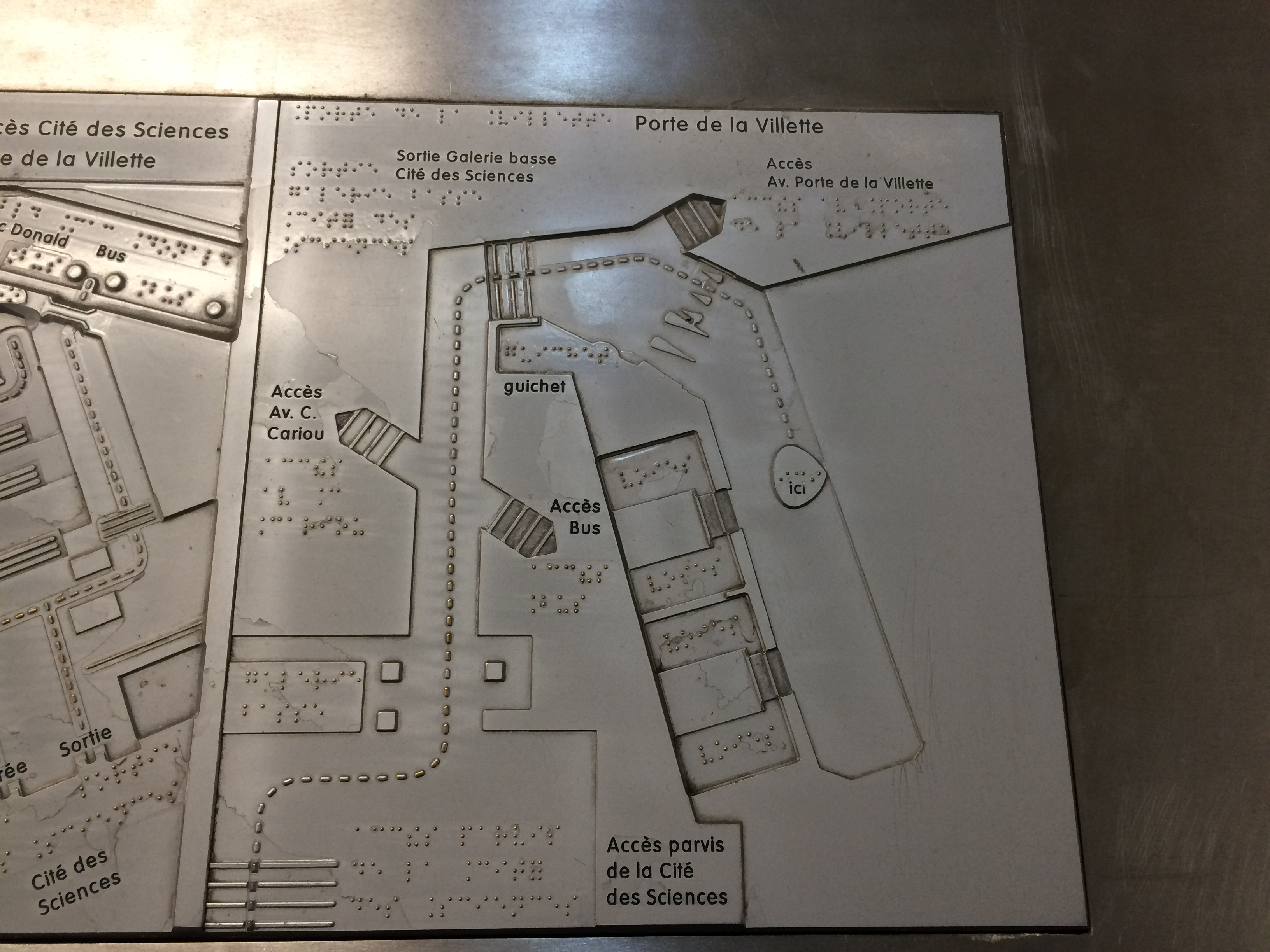
Le module no 5 (échelle rapprochée).

### Quais
Porte de la Villette est une station de configuration particulière pour le métro de Paris : du fait de son statut d'ancien terminus, elle comporte quatre voies réparties dans deux demi-stations identiques (une par direction), selon une disposition que l'on retrouve également aux stations Château de Vincennes sur la ligne 1 et Porte de Champerret sur la ligne 3. Chaque demi-station est ainsi constituée de deux voies encadrant un quai en îlot, d'une longueur conventionnelle de 75 mètres, sous une voûte elliptique, et le piédroit axial qui les sépare est percé d'arcades fermées par des grilles. En fin de service, des voies sont utilisées pour procéder au nettoyage de l'intérieur des rames : certaines circulations ont donc cette station pour terminus.
La décoration est de style « Andreu-Motte », dont il ne subsiste toutefois qu'une rampe lumineuse rouge par demi-station, les sièges « Motte » rouges ayant été remplacés par des assises « Akiko » orange qui rompent ainsi l'uniformité colorimétrique de la décoration. Les carreaux en céramique blancs biseautés recouvrent les piédroits, les voûtes ainsi que les tympans. Les cadres publicitaires sont métalliques et le nom de la station est inscrit en lettres capitales sur des plaques émaillées sur les piédroits, ainsi qu'en police de caractères Parisine sur des panneaux rétro-éclairés sur les quais en îlot.

Quais de la station
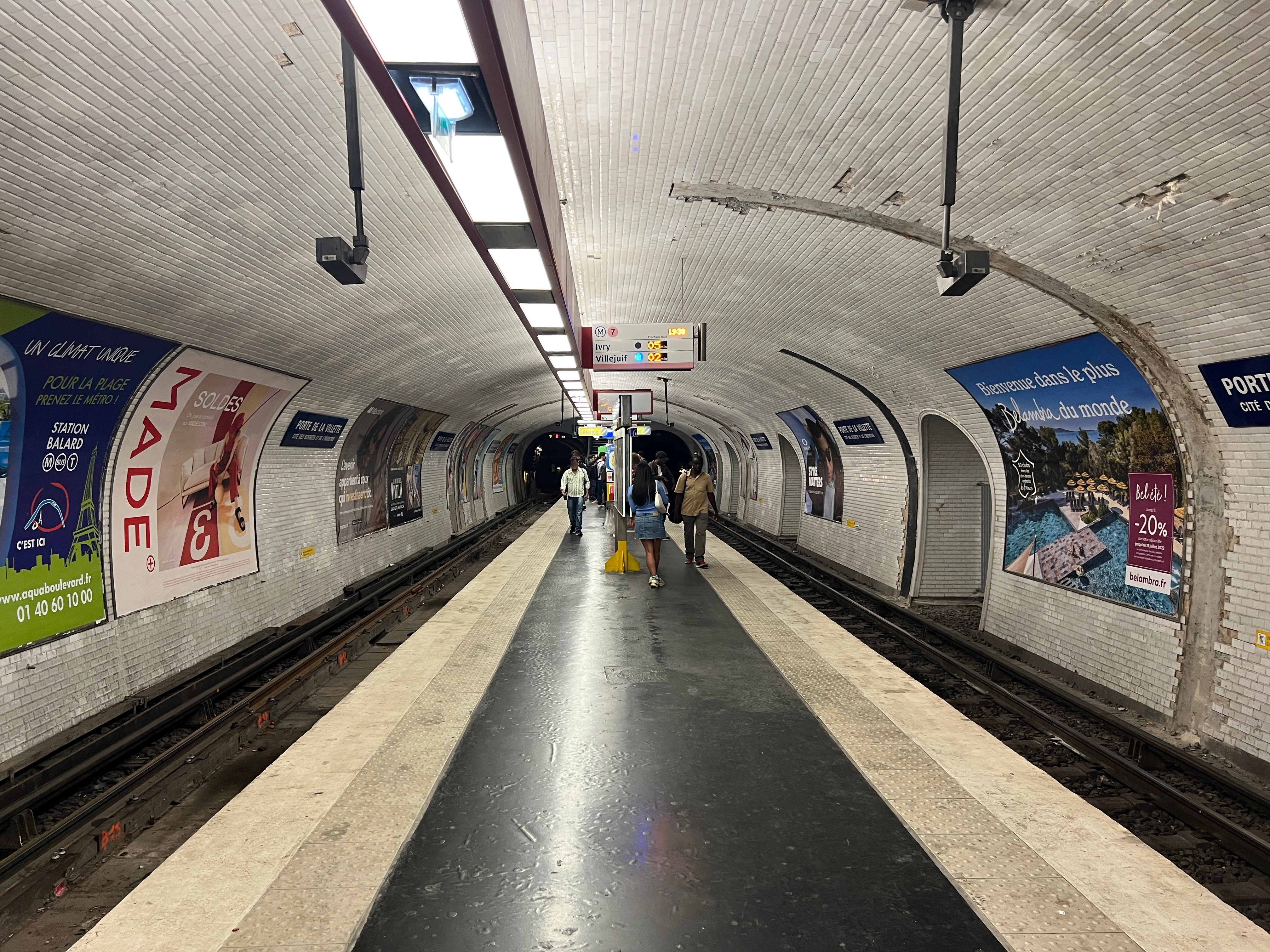
Le quai pour Mairie d'Ivry et Villejuif - Louis Aragon.
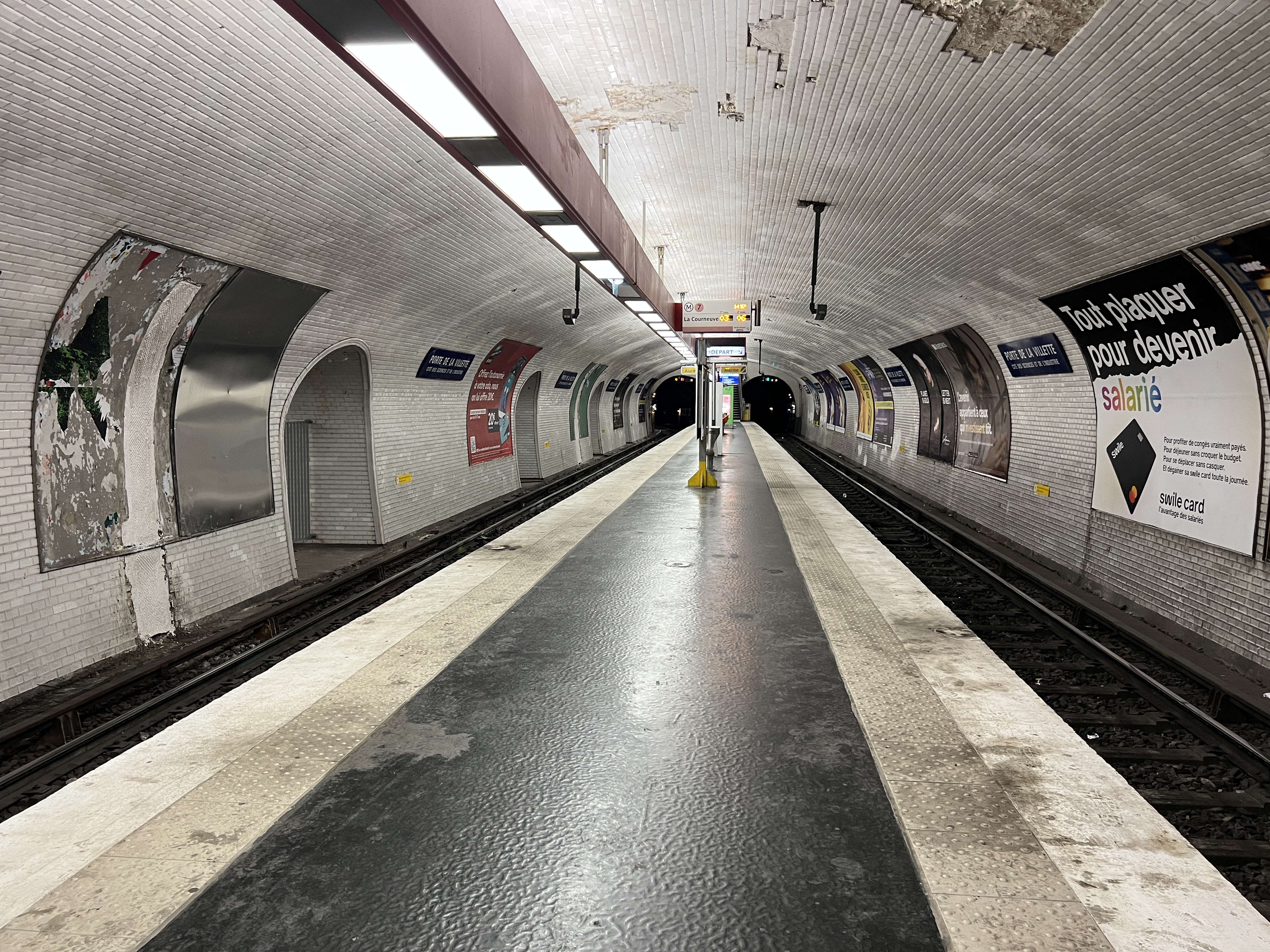
Le quai en direction de La Courneuve - 8 Mai 1945.
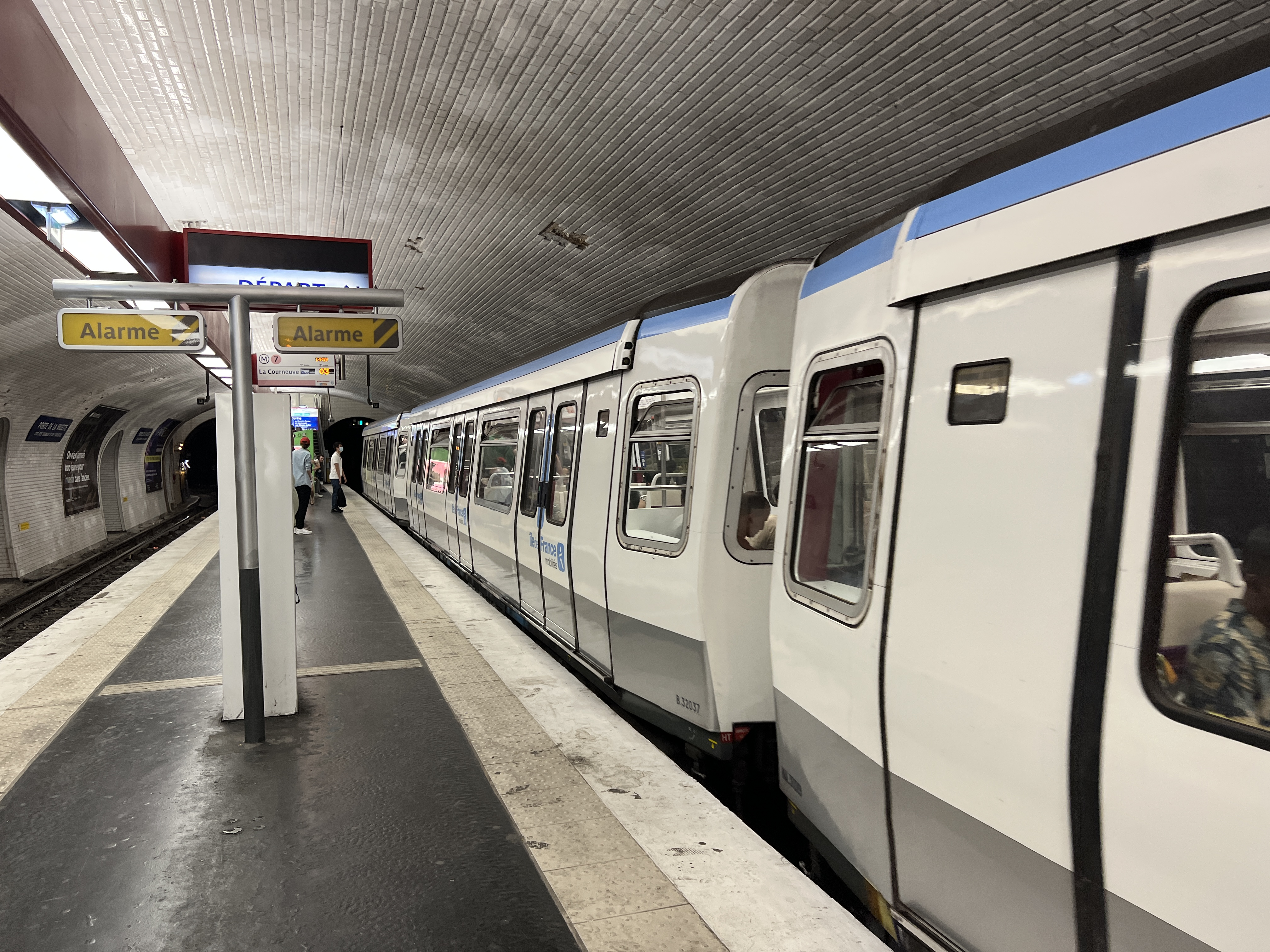
Arrêt d'une rame MF 77 en direction de La Courneuve.
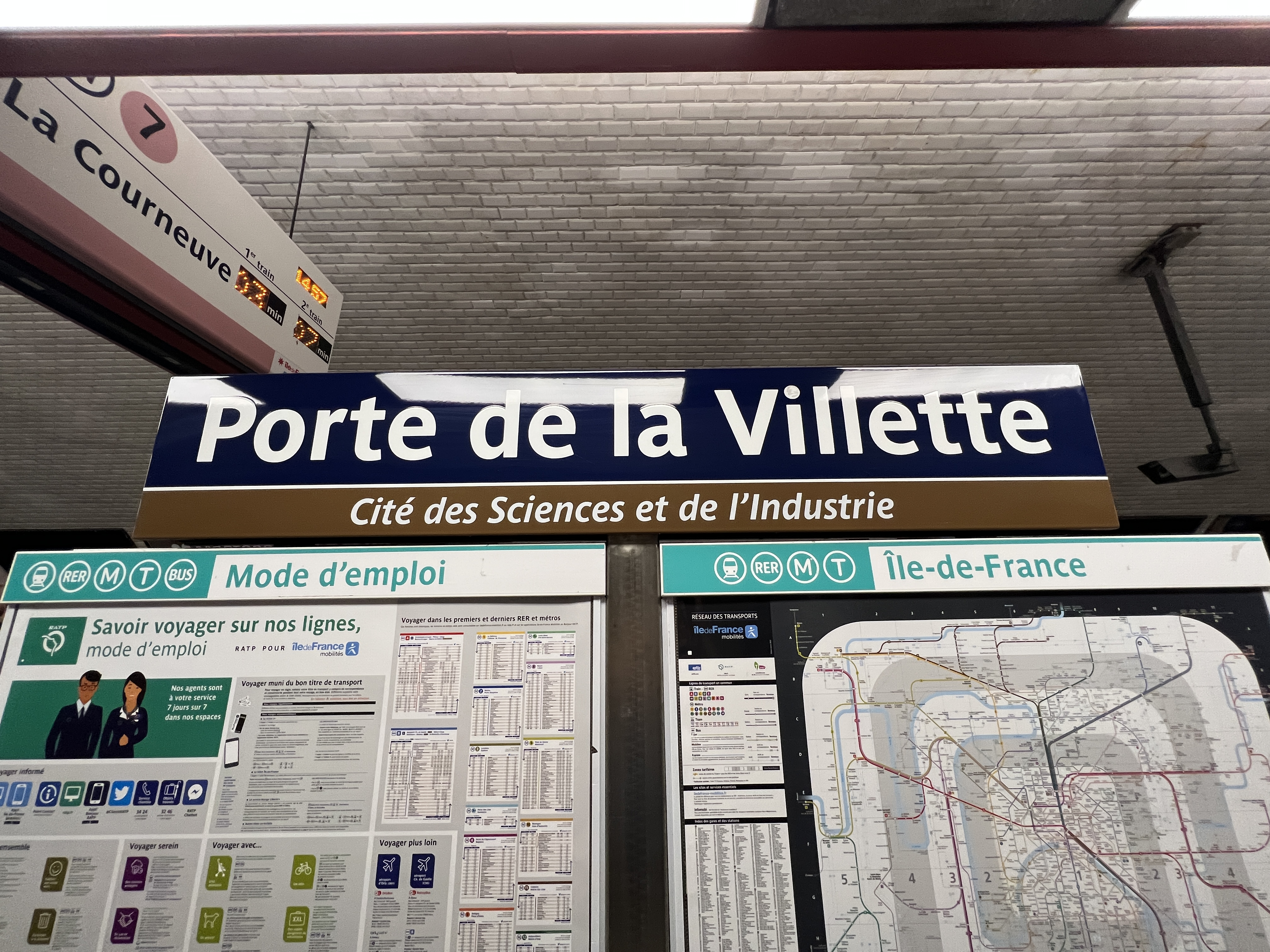
Plaque émaillée indiquant le nom de la station.
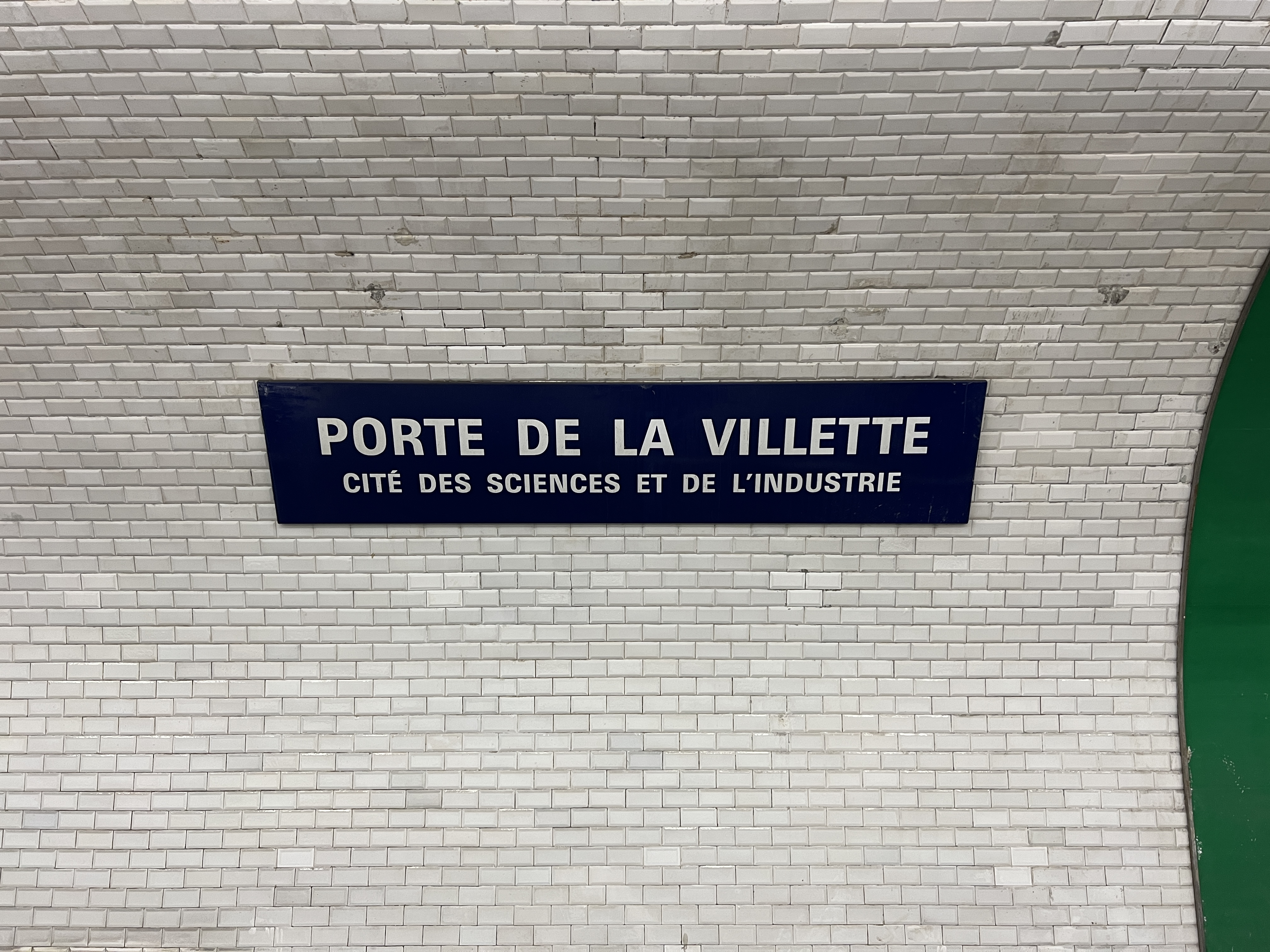
Plaque nominative murale en lettres capitales.

### Intermodalité
La porte de la Villette fut de longue date un pôle important de correspondances de transports en commun. Après avoir accueilli les usagers des tramways qui circulaient, au début du XXe siècle, sur la route des Flandres (route nationale 2), elle a retrouvé ce rôle depuis le 15 décembre 2012 avec la mise en service de la ligne de tramway T3b entre Porte de Vincennes et Porte de la Chapelle.
La station est desservie par les lignes 71, 139, 150 et 152 du réseau de bus RATP et, la nuit, par les lignes N42 et N140 du réseau Noctilien.

## À proximité
- Porte de la Villette (point de départ de la route nationale 2)
- Parc de la Villette
- Cité des sciences et de l'industrie
- Boom Boom Villette
- La Géode
- Cabaret Sauvage
- Canal Saint-Denis
- Pont de Flandre
- Canal de l'Ourcq
- Paris Event Center
- Glazart
- Square de la Porte-de-la-Villette
- Tour La Villette
- Le Zénith Paris – La Villette
- Forêt linéaire sud (à distance)
- Forêt linéaire nord (à distance)
- Square Claude-Bernard (à distance)
- Jardin Cesária-Évora (à distance)
- Le Millénaire (à distance)